# Бирсенешть (комуна)
Бирсенешть, Бирсенешті (рум. Bârsănești) — комуна у повіті Бакеу в Румунії. До складу комуни входять такі села (дані про населення за 2002 рік):
- Албеле (741 особа)
- Бирсенешть (1832 особи)
- Бретешть (1285 осіб)
- Караклеу (1247 осіб)

Комуна розташована на відстані 215 км на північ від Бухареста, 31 км на південний захід від Бакеу, 113 км на південний захід від Ясс, 144 км на північний захід від Галаца, 112 км на північний схід від Брашова.

## Населення
За даними перепису населення 2002 року у комуні проживали 5105 осіб.
Національний склад населення комуни:
| Національність | Кількість осіб | Відсоток |
| -------------- | -------------- | -------- |
| румуни         | 5090           | 99,7%    |
| угорці         | 9              | 0,2%     |
| цигани         | 3              | 0,1%     |
| німці          | 3              | 0,1%     |

Рідною мовою назвали:
| Мова      | Кількість осіб | Відсоток |
| --------- | -------------- | -------- |
| румунську | 5096           | 99,8%    |
| угорську  | 9              | 0,2%     |

Склад населення комуни за віросповіданням:
| Релігія       | Кількість осіб | Відсоток |
| ------------- | -------------- | -------- |
| православні   | 4909           | 96,2%    |
| римо-католики | 98             | 1,9%     |
| п'ятдесятники | 43             | 0,8%     |
| бретрени      | 41             | 0,8%     |
| баптисти      | 10             | 0,2%     |
| реформати     | 1              | < 0,1%   |